# 徳祥寺 (恵那市)
徳祥寺（とくしょうじ）は、岐阜県恵那市岩村町飯羽間にある臨済宗妙心寺派の寺院。山号は瑞鳳山。本尊は十一面観世音菩薩。恵那三十三観音霊場二十一番。

## 歴史
元和年間(1615～1624年)に、美濃国加茂郡の瑞林寺七世の竺源玄盛が長福寺として上切塚屋の地に建立した。
寛永2年(1625年)竺源玄盛は長福寺で遷化した。塔所が寺内墓地にある。
享保年間の始め(1716年頃)火災により焼失したため、現在地に移り寺号を、瑞鳳山 徳祥寺に改称した。
天保10年（1829年）に十世住持の大方蘇軫が、本堂と庫裡を再興した。
明治時代に至り、十一世住持石牕志剛の代より妙心寺派に属した。
山門は、明治6年（1873年）に岩村城の城門であった土岐門を移築したものである。